# Hemioedema albofusca
Hemioedema albofusca is een zeekomkommer uit de familie Cucumariidae.
De wetenschappelijke naam van de soort werd in 1958 gepubliceerd door Gustave Cherbonnier.